# Äusserer Knappentröger
L'Äußerer Knappentröger, Äußerer Knappenkopf ou Äußerer Knappenträgerkopf, est une montagne qui s’élève à 3 031 m d’altitude dans les Hohe Tauern, en Autriche, au Tyrol oriental. C'est le plus haut sommet des Knappenköpfe[Quoi ?].